# الصرحة (العدين)

تعديل مصدري - تعديل

الصرحة محلة تابعة لقرية دار عمير، التابعة لعزلة قصع حليان بمديرية العدين إحدى مديريات محافظة إب في الجمهورية اليمنية.، بلغ تعداد سكانها 90 حسب تعداد اليمن لعام 2004.